# فرگشت ماهی
فرگشت ماهیان از حدود ۵۳۰ میلیون سال پیش و همزمان با انفجار کامبرین شروع شد. در همین دوران در طنابداران ابتدایی، جمجمه و ستون مهره‌ها شروع به ایجاد شدن کرد و باعث به وجود آمدن جمجمه‌داران و مهره‌داران اولیه شد. دودمان اولین ماهی‌ها به ماهیان بی آرواره (Agnatha) به عنوان مثال ماهی هایکو بازمی‌گردد. در کامبرین پسین، ماهی‌های بدون آروارهٔ شبه مارماهی که قیف‌دندانان نامیده می‌شوند و ماهی‌های کوچک زره‌دار موسوم به صدف‌پوستان، برای اولین بار ظاهر شدند. امروزه اکثر ماهی‌های بدون آرواره منقرض شده‌اند، اما ممکن است لامپری‌های (دهان‌گردماهی‌ها) باقی مانده از ماهی‌های ابتدایی با پیش آواره بوده‌اند.

## مرور
ماهی‌ها ممکن است از حیواناتی مرجان شکل نرم‌تن غلاف‌دار فرگشت یافته باشند (جانور نیام‌دار) که لاروهای آنها در بسیاری از موارد همانند ماهی‌ها بوده. اولین نیاکان ماهی‌ها ممکن است قبل از رسیدن به دوره بلوغ، به شکل کرم یا لارو بوده باشند. (همان‌طور که امروزه تعدادی از ماهی‌های نرم‌تن غلاف‌دار هستند) این که تا قبل از بلوغ در غالب لارو زندگی می‌کرده‌اند قابل اثبات نیست.
میان ماهی‌های اولیه، قدمت مهره‌داران به ۳۵۰ میلیون سال پیش در زمان انفجار کامبرین برگشته که شاهد ظهور تنوع در اندام شد.

### ماهی‌های بدون آرواره
ماهی‌های بدون پا متعلق به ابر رده آگناثاها در شاخه طنابداران، زیر شاخه مهره‌داران است. آگناثا ریشه ای یونانی دارد و به معنی «بدون فک» می‌باشد.
کونودنت‌ها (فسیل ناشناخته و دندان مانندی که متعلق به دوران پالئوزوئیک است)
کونودنت‌ها شبیه مارماهی‌های بدون فک بودند. آنها ۵۲۰ میلیون سال پیش ظاهر شدند و ۲۰۰ میلیون سالپیش از بین رفتند.

### سپر پوستان آبزی
سپر پوستان آبزی (با پوستهای صدف گونه یا سخت) ماهی‌های بدون فک پالئوزوئیک هستند. این اصطلاح امروزه غالباً در طبقه‌بندی‌ها ظاهر نمی‌شود، زیرا پارافیلتی یا پلیفایلتیک است و معنای فیلوژنتیک ندارد.

### ماهی‌های آرواره‌دار
آرواره مهره‌دار احتمالاً در دوره سیلورین فرگشت یافته و در ماهی پلاکودرم یا پولک‌ریز ظاهر شده‌است که بیشتر در دونین (دوره زمین‌شناسی که از ۳۹۵ تا ۳۴۹ میلیون سال پیش دوام داشته‌است) متنوع شده‌است.

### پلاکودرم یا فلس‌ریزها
پلاکودرم‌ها، از رده پلاکودرمی‌ها (پوست صفحه‌ای)، ماهیان زرهی ای هستند که پیش از تاریخ منقرض شدند. پلاکودرم‌ها حدود ۴۳۰ میلیون سال پیش در اوایل تا اواسط دوره سیلورین ظاهر شدند.

### کوسه‌های خاردار
کوسه‌های خاردار، از کلاس Acanthodii، ماهی‌های در حال انقراضی هستند که ویژگی‌های مشترکی با ماهی‌های استخوانی و غضروفی دارند، هرچند که در نهایت با ماهی‌های غضروفی وجوه مشترک نزدیک تر و اجدادی بیشتری دارند. علی‌رغم اینکه آنها «کوسه‌های خاردار» خوانده می‌شوند، آکانتودی‌ها کوسه‌ها را شکار می‌کردند، هرچند که باعث ایجاد آنها شد.

### ماهی‌های غضروفی
ماهی‌های غضروفی، از کلاس Chondrichthyes، متشکل از کوسه‌ها، ماهی‌های چهارگوش عمق که از حلزون تغزیه می‌کند و کیمراها، حدود ۳۹۵ میلیون سال پیش، در اواسط دونین، از فرگشت از کوسه‌های خاردار ظاهر شدند. این کلاس شامل رده‌های فرعی Holocephali (chimaera) و Elasmobranchii (کوسه‌ها و ماهی‌های چهارگوش عمق) است.

### ماهی‌های استخوانی
ماهی‌های استخوانی، از کلاس Osteichthyes، به جای غضروف به واسطه اسکلت استخوانیشان شناخته می‌شوند. آنها در اواخر دوره سیلورین، حدود ۴۱۹ میلیون سال پیش ظاهر شدند. کشف اخیر آنتلوگناتوس به وضوح نشان می‌دهد که ماهی‌های استخوانی (و احتمالاً ماهی‌های غضروفی از طریق آکانتودیاها) از پلاکودرم‌های اولیه فرگشت می‌یابند.

### ماهیان گوشتی بالگان
ماهی‌های گوشتی بالگان، ماهی‌های متعلق به طبقه Sarcopterygii هستند. اکثراً ماهی‌های استخوانی منقرض شده‌اند، که در اصل توسط باله‌های گوشتی محکم و کنده شده حاوی اسکلت داخلی، مقیاس‌های کیهانی و سوراخ‌های داخلی مشخص می‌شوند. باله‌های آنها گوشتی، لبه‌دار، به شکل جفتی است که با یک استخوان به بدن متصل می‌شوند.

### ماهی‌های پرتو بالگان
ماهی‌های پرتوبالگان، از راسته تاس ماهی سانان می‌باشد که با ماهی‌های گوشتی بالگان تفاوت دارند. از این رو که باله‌های آنها از تارهای پوستی پشتیبانی شده توسط ستون فقرات ("پرتوهای") ساخته شده از استخوان یا شاخ تشکیل شده‌است. تفاوتهای دیگری در ساختارهای تنفسی و گردش خون آنها نیز وجود دارد.